# Black River Falls, Wisconsin
Black River Falls là một thành phố thuộc quận Jackson, tiểu bang Wisconsin, Hoa Kỳ. Năm 2000, dân số của thành phố này là 3618 người.